# Psylliodes marcida
Psylliodes marcida är en skalbaggsart som först beskrevs av Johann Karl Wilhelm Illiger 1807.  Psylliodes marcida ingår i släktet Psylliodes, och familjen bladbaggar. Arten är reproducerande i Sverige.